# Silje Theodorsen
Silje Theodorsen (* 19. August 1994 in Tromsø) ist eine norwegische Skilangläuferin.

## Werdegang
Theodorsen startete erstmals im Dezember 2012 im Scandinavian-Cup und gab ihr Debüt im Skilanglauf-Weltcup am 5. Dezember 2014 beim Nordic Opening in Lillehammer, wo sie bei ihrem ersten Einsatz im Sprint Rang 32 belegte und auf der nächsten Etappe mit Platz 16 über 5 km Freistil ihre ersten Weltcuppunkte erzielte; in der Gesamtwertung des Nordic Openings 2014 belegte sie Platz 41. Bei ihrem insgesamt zweiten Start im Scandinavian Cup erreichte Theodorsen in der Woche darauf in Lillehammer mit Rang fünf über 10 km Freistil ihre erste Top-10-Platzierung sowie zwei Tage später mit Rang zwei im 20-km-Massenstartrennen in der klassischen Technik auch ihre erste Podiumsplatzierung. Bei den U23-Weltmeisterschaften 2015 in Almaty gewann sie die Silbermedaille im Sprint und wurde über 10 km Freistil und im Skiathlon jeweils Fünfte. Im Februar 2015 gelangen Theodorsen beim Scandinavian Cup in Madona mit jeweils Platz drei über 10 km klassisch sowie im 20-km-Freistil-Massenstartrennen zwei weitere Podiumsplatzierungen. In der Saison 2021/22 kam sie bei der Tour de Ski 2021/22 auf den 22. Platz und im Scandinavian-Cup auf den fünften Platz in der Gesamtwertung.

## Erfolge

### Weltcupsiege im Team
| Nr. | Datum             | Ort         | Disziplin                |
| --- | ----------------- | ----------- | ------------------------ |
| 1.  | 11. Dezember 2022 | Beitostølen | 4 × 5 km Mixed-Staffel 1 |
| 2.  | 5. Februar 2023   | Toblach     | 4 × 7,5 km Staffel 2     |

### Siege bei Continental-Cup-Rennen
| Nr. | Datum             | Ort         | Disziplin                   | Serie            |
| --- | ----------------- | ----------- | --------------------------- | ---------------- |
| 1.  | 10. Dezember 2021 | Beitostølen | 10 km klassisch             | Scandinavian Cup |
| 2.  | 12. Dezember 2021 | Beitostølen | 10 km Freistil              | Scandinavian Cup |
| 3.  | 17. Dezember 2023 | Vuokatti    | 20 km Freistil Maessenstart | Scandinavian Cup |
| 4.  | 14. Januar 2024   | Otepää      | 10 km Freistil              | Scandinavian Cup |

## Platzierungen im Weltcup

### Weltcup-Statistik
Die Tabelle zeigt die erreichten Platzierungen im Einzelnen.
- 1.–3. Platz: Anzahl der Podiumsplatzierungen
- Top 10: Anzahl der Platzierungen unter den ersten zehn
- Punkteränge: Anzahl der Platzierungen innerhalb der Punkteränge
- Starts: Anzahl gelaufener Rennen in der jeweiligen Disziplin
- Hinweis: Bei den Distanzrennen erfolgt die Einordnung gemäß FIS.

| Platzierung               | Distanzrennen a | Distanzrennen a | Distanzrennen a | Distanzrennen a | Distanzrennen a | Skiathlon Verfolgung | Sprint | Etappen- rennen b | Gesamt | Team   | Team    |
| Platzierung               | ≤ 5 km          | ≤ 10 km         | ≤ 15 km         | ≤ 30 km         | > 30 km         | Skiathlon Verfolgung | Sprint | Etappen- rennen b | Gesamt | Sprint | Staffel |
| ------------------------- | --------------- | --------------- | --------------- | --------------- | --------------- | -------------------- | ------ | ----------------- | ------ | ------ | ------- |
| 1. Platz                  |                 |                 |                 |                 |                 |                      |        |                   |        |        | 2       |
| 2. Platz                  |                 |                 |                 |                 |                 |                      |        |                   |        |        |         |
| 3. Platz                  |                 |                 |                 |                 |                 |                      |        |                   |        |        |         |
| Top 10                    |                 | 3               | 1               | 2               |                 | 1                    |        |                   | 7      |        | 3       |
| Punkteränge               | 1               | 21              | 2               | 9               | 3               | 7                    | 2      | 3                 | 48     |        | 3       |
| Starts                    | 1               | 22              | 2               | 13              | 3               | 9                    | 13     | 4                 | 67     |        | 3       |
| Stand: Saisonende 2024/25 |                 |                 |                 |                 |                 |                      |        |                   |        |        |         |

### Weltcup-Gesamtplatzierungen
| Saison  | Gesamt | Gesamt | Distanz | Distanz | Sprint | Sprint |
| Saison  | Punkte | Platz  | Punkte  | Platz   | Punkte | Platz  |
| ------- | ------ | ------ | ------- | ------- | ------ | ------ |
| 2014/15 | 26     | 93.    | 26      | 62.     | -      | -      |
| 2015/16 | 18     | 78.    | 18      | 52.     | -      | -      |
| 2019/20 | 20     | 82.    | 20      | 56.     | -      | -      |
| 2021/22 | 83     | 54.    | 47      | 40.     | -      | -      |
| 2022/23 | 752    | 24.    | 566     | 15.     | 18     | 93.    |
| 2023/24 | 158    | 66.    | 158     | 44.     | -      | -      |
| 2024/25 | 741    | 24.    | 567     | 17.     | -      | -      |